# Neivo-Rudianka
Neivo-Rudianka (en rus: Нейво-Рудянка) és un poble (un possiólok) de l'óblast de Sverdlovsk, a Rússia, segons el cens del 2010 tenia 2.599 habitants.